# NIGHTMARE (SADSの曲)
『NIGHTMARE』（ナイトメア）は、日本のバンド、SADSの6枚目のシングル。

## 概要
- 表題曲は、2003年発売のアルバム『13』に再録バージョン、2010年発売のシングル「DISCO」に新たに再録されたバージョンが収録されている。
- 「NIGHTMARE」「FINALE」は映画『漂流街 THE HAZARD CITY』のテーマ曲である[1][2]。

## 収録曲
| 全作詞・作曲: 清春。 |                                    |           |            |                |      |
| #                    | タイトル                           | 作詞      | 作曲・編曲 | 編曲           | 時間 |
| 1.                   | 「NIGHTMARE」                      | 清春      | 清春       | 土方隆行＆Sads | 2:56 |
| 2.                   | 「FINALE」(映画『漂流街』テーマ曲) | 清春      | 清春       | 平出悟＆Sads   | 5:00 |
| 合計時間:            | 合計時間:                          | 合計時間: | 8:03       |                |      |